# 8. medicinska brigada (ZDA)
8. medicinska brigada (izvirno angleško 8th Medical Brigade) je medicinska brigada Kopenske vojske Združenih držav Amerike.
Med večino svojega obstoja je bila največja medicinska brigada, tako v aktivni kot rezervni sestavi Kopenske vojske ZDA.

## Zgodovina
Brigada je bila ustanovljena 30. junija 1976 kot del Rezerva Kopenske vojske ZDA. Sprva je bila garnizirana v Brooklynu, nato pa so jo februarja 2002 preselili v Fort Wadsworth, New York. 